# Okoubaka aubrevillei
Okoubaka aubrevillei är en sandelträdsväxtart som beskrevs av Pellegr. & Normand. Okoubaka aubrevillei ingår i släktet Okoubaka och familjen sandelträdsväxter. Utöver nominatformen finns också underarten O. a. glabrescentifolia.